# Charles Wirgman

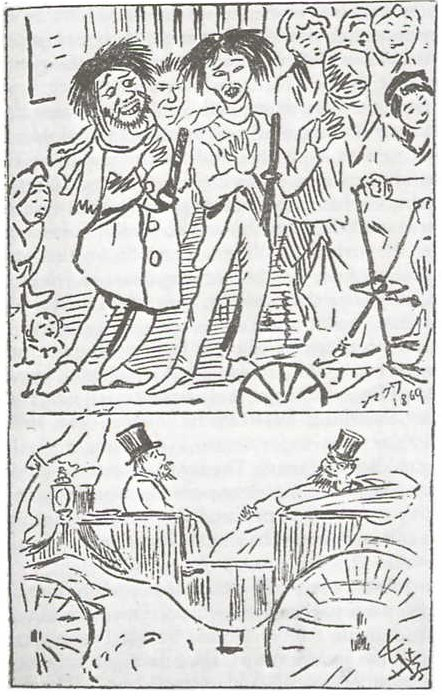
1897 im japanischen Magazin Mezamashigusa veröffentlichter Cartoon von Charles Wirgman (oberes Panel)

Charles Wirgman (* 31. August 1832; † 8. Februar 1891) war ein britischer Maler, Illustrator und Karikaturist. Gemeinsam mit Georges Bigot machte er den Stil europäischer Karikaturen in Japan bekannt.

## Leben und Wirken
Wirgman reiste 1857 im Auftrag der Illustrated London News als Illustrator nach Asien und kam 1861 über China nach Yokohama, wo er eine japanische Frau heiratete und fortan wirkte. Mit dem britischen Diplomaten Ernest Satow unternahm Charles Wirgman ausgedehnte Reisen ins japanische Hinterland.
Ab den frühen 1860er Jahren verband ihn eine Bekanntschaft mit dem Fotografen Felice Beato, mit dem er französische und britische Truppen auf einer Strafexpedition im Rahmen des Zweiten Opiumkrieges von Hongkong aus in Richtung Peking begleitete. Die Freundschaft zwischen den beiden Künstlern setzte sich auch in Japan fort, wo beide von 1864 bis 1867 in einer Partnerschaft unter dem Namen Beato & Wirgman zusammenarbeiteten. Aufgrund wachsender persönlicher Spannungen kam es jedoch 1867 zum Bruch zwischen Wirgman und Beato.
1862 gründete er mit dem englischsprachigen The Japan Punch, einer japanischen Ausgabe des Punch-Magazins, das erste Magazin im Stil britischer Satiremagazine, das bis 1887 mit Unterbrechungen monatlich mit je einer Auflage von etwa 200 pro Ausgabe erschien.
Wirgman hatte großen Einfluss auf zeitgenössische japanische Künstler, darunter Takahashi Yuichi (jap. 高橋 由一; 1828–1894) und Tamura Sōryū (田村 宗立; 1846–1918). In den Jahrzehnten nach dem erstmaligen Erscheinen von The Japan Punch wurden mehrere Satirezeitschriften in japanischer Sprache herausgegeben (unter anderem Marumaru Chimbun), die die Grundlage für die Entwicklung eines japanischen Karikaturstils bildeten.
Wirgmans Grab befindet sich auf dem Internationalen Friedhof in Yokohama.
Sein Bruder war der Maler und Radierer Theodore Blake Wirgman.

## Bildbeispiele

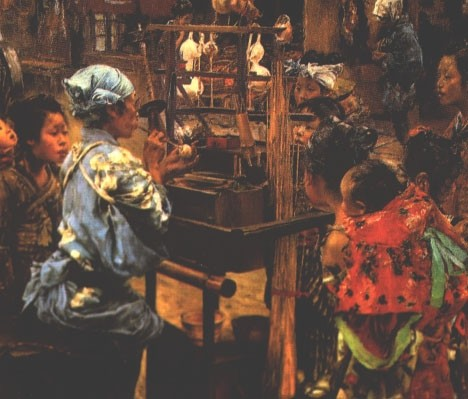
Süssigkeitenverkäufer, 1877, Öl auf Holz
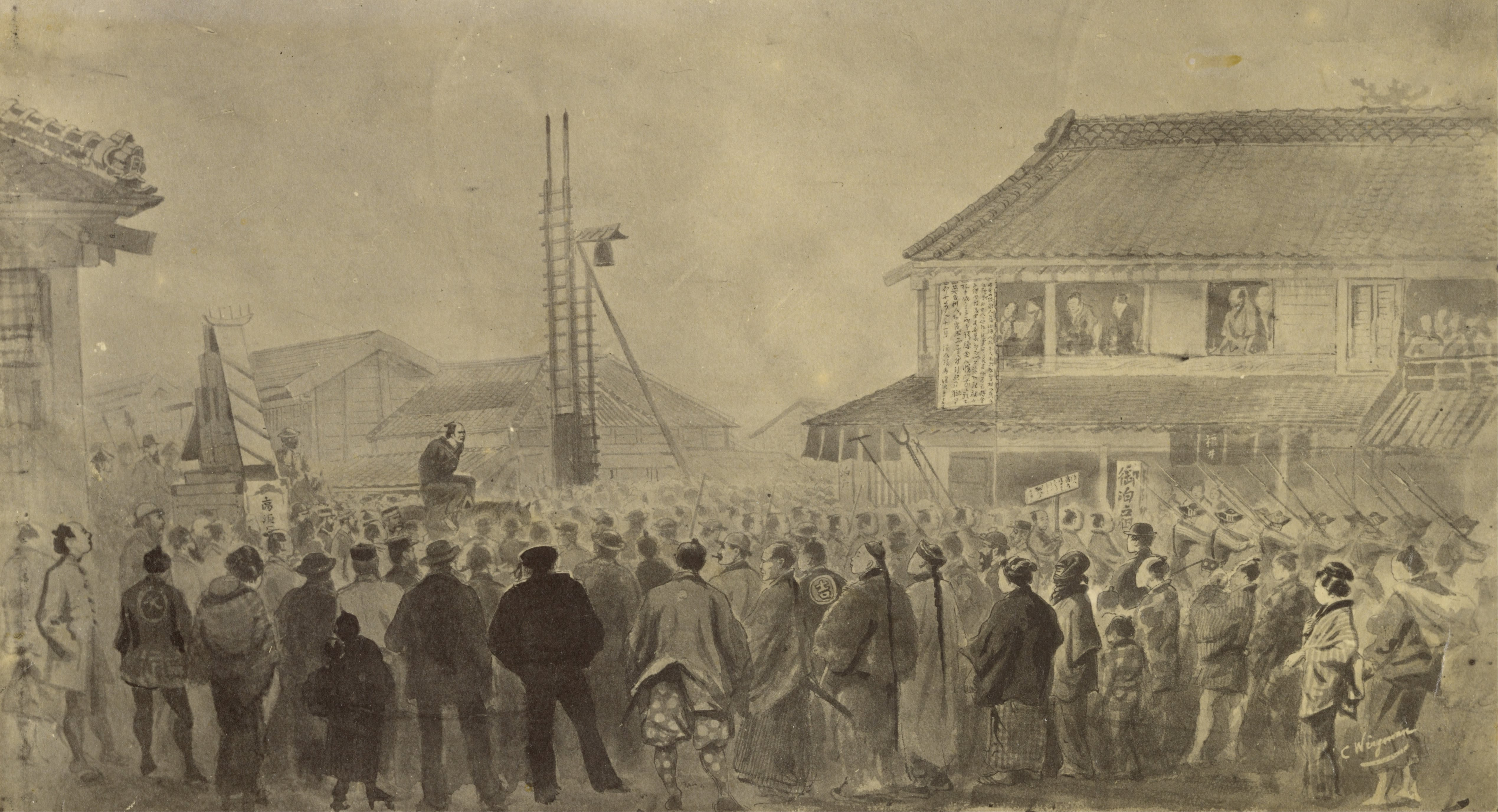
Ablichtung von Felice Beato der Illustration von Charles Wigman einer Hinrichtung
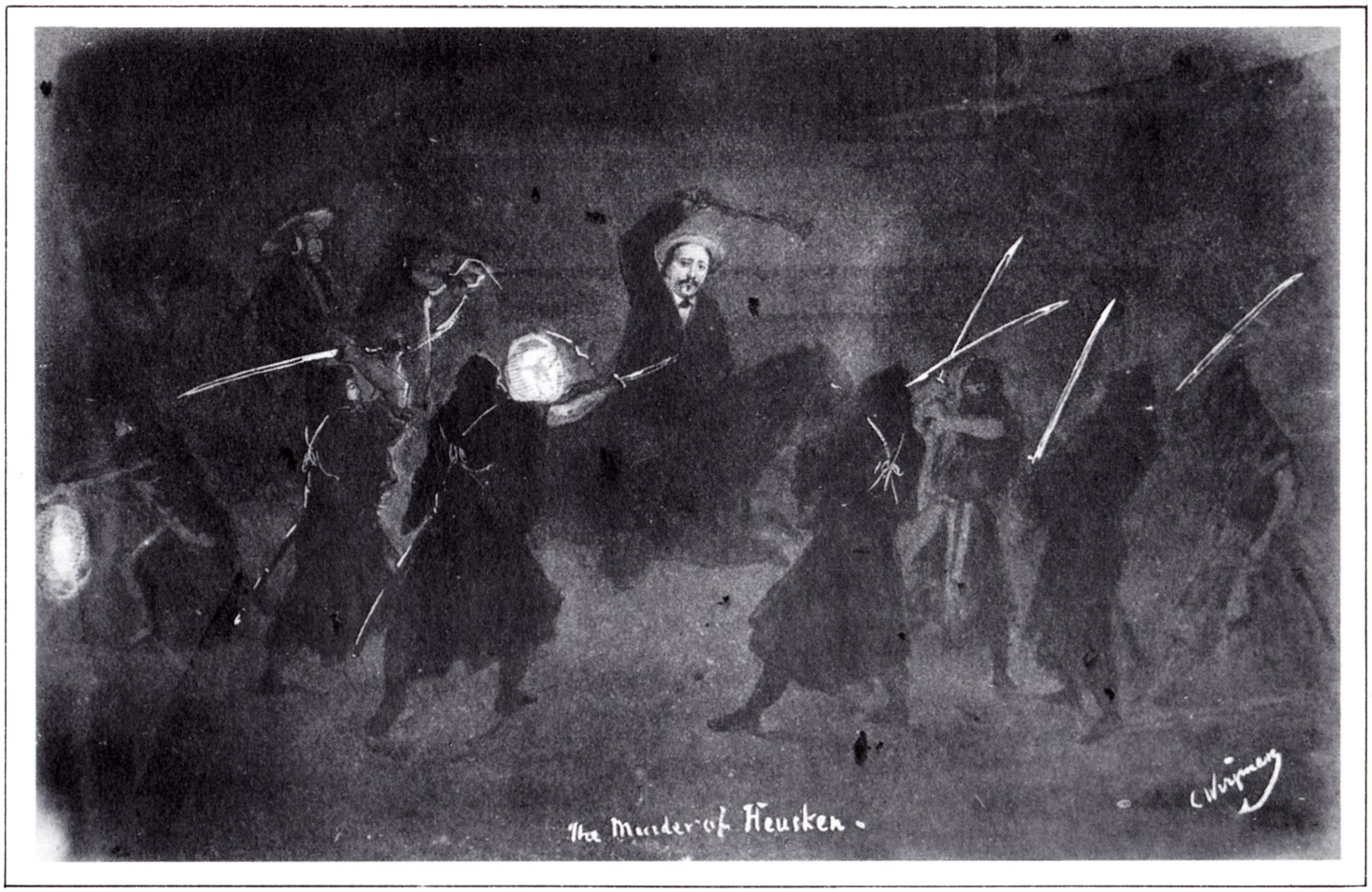
Überfall auf Heusken